# جامع صلاح الدين الفوقاني
جامع صلاح الدين الفوقاني، هو أحد جوامع منطقة ركن الدين في العاصمة السورية دمشق، الخطيب الحالي: حسن قره كجي 

## العنوان
أكراد - الشيخ خالد كيكية الطلعة قبل مسجد عيسى النقشبندي